# Leucochrysa (Nodita) orthones
Leucochrysa (Nodita) orthones is een insect uit de familie van de gaasvliegen (Chrysopidae), die tot de orde netvleugeligen (Neuroptera) behoort. 
Leucochrysa (Nodita) orthones is voor het eerst wetenschappelijk beschreven door Banks in 1946.